# Pyroxenite Promontory
Das Pyroxenite Promontory ist ein bis zu 1150 m hohes Vorgebirge  im westantarktischen Queen Elizabeth Land. In den Pensacola Mountains ragt es westlich des Neuburg Peak nahe dem westlichen Ende des Dufek-Massivs auf und erstreckt sich nordwestwärts in Richtung des Rautio-Nunatak.
Der US-amerikanische Geologe Arthur B. Ford, Leiter einer von 1978 bis 1979 in den Pensacola Mountains tätigen Mannschaft des United States Geological Survey, nahm die Benennung vor. Namensgebend ist das ultramafische Pyroxenitgestein in einer Schicht entlang der Kliffs dieses Vorgebirges.